# Corliss Williamson
Corliss Mondari Williamson (* 4. Dezember 1973 in Russellville, Arkansas) ist ein US-amerikanischer Basketballtrainer und ehemaliger -spieler. 2002 wurde Williamson zum NBA Sixth Man of the Year ausgezeichnet, 2004 gewann er mit den Detroit Pistons den NBA-Meistertitel.

## Werdegang
Williamson war Student und Basketballspieler an der University of Arkansas, mit der er 1994 die NCAA-Meisterschaft gewann und 1995 ebenfalls im Endspiel stand, das aber verloren wurde. 1994 und 1995 wurde er jeweils als Spieler des Jahres der Southeastern Conference benannt.
Williamson wurde beim NBA-Draft 1995 an 13. Stelle von den Sacramento Kings ausgewählt. Bei den Kaliforniern kam Williamson zunächst meist als Einwechselspieler zum Zuge. In der Saison 1997/98 sicherte er sich bei der Mannschaft einen festen Platz in der Anfangsaufstellung und bestritt sein bestes NBA-Spieljahr, in dem er im Mittel 17,7 Punkte, 5,6 Rebounds und 2,9 Assists je Begegnung erzielte. Bei der Wahl zum am meisten verbesserten Spieler der Saison wurde er hinter Alan Henderson Zweiter.
Im Sommer 2000 wurde er im Tausch gegen Doug Christie zu den Toronto Raptors transferiert. 2001 kam Williamson zu den Detroit Pistons transferiert. Hier gewann er 2002 die Auszeichnung Best Sixth Man of the Year als bester Einwechselspieler der Saison. 2004 gewann er Detroit die NBA-Meisterschaft. Williamson kam auf dem Weg zu diesem Erfolg in 101 Saisoneinsätzen stets als Einwechselspieler zum Zuge.
Nachdem er ein Jahr für die Philadelphia 76ers gespielt hatte, wurde er zusammen mit Kenny Thomas und Brian Skinner an die Sacramento Kings veräußert, die im Gegenzug Chris Webber abgaben. In Sacramento verbrachte Williamson die letzten zwei Jahre, ehe er vom Profisport zurücktrat. Er bestritt in der NBA insgesamt 888 Spiele.

### Trainer
Nach seiner Spielerlaufbahn arbeitete Williamson als Assistenztrainer für das Arkansas Baptist College und stieg dort zum Cheftrainer auf. 2010 übernahm er die Mannschaft der University of Central Arkansas. Unter seiner Leitung gewann die Hochschulmannschaft 26 Spiele und verlor 62. Im Frühling 2013 nahm Central Arkansas unter Williamson erstmals am Meisterschaftsturnier der Southland Conference teil.
Im Sommer 2013 wechselte er als Assistenztrainer zu den Sacramento Kings. Er gehörte dem Trainerstab der Kalifornier bis 2016 an und wurde dann von den Orlando Magic in derselben Tätigkeit eingestellt. 2018 wechselte er zu den Phoenix Suns, für die er in der Saison 2018/19 als Assistenztrainer arbeitete.

2019 wurde Williamson als Assistenztrainer an der Little Rock Christian Academy tätig, wo er nacheinander seine Söhne Creed und CJ betreute.